# Post-Sportverein Trier

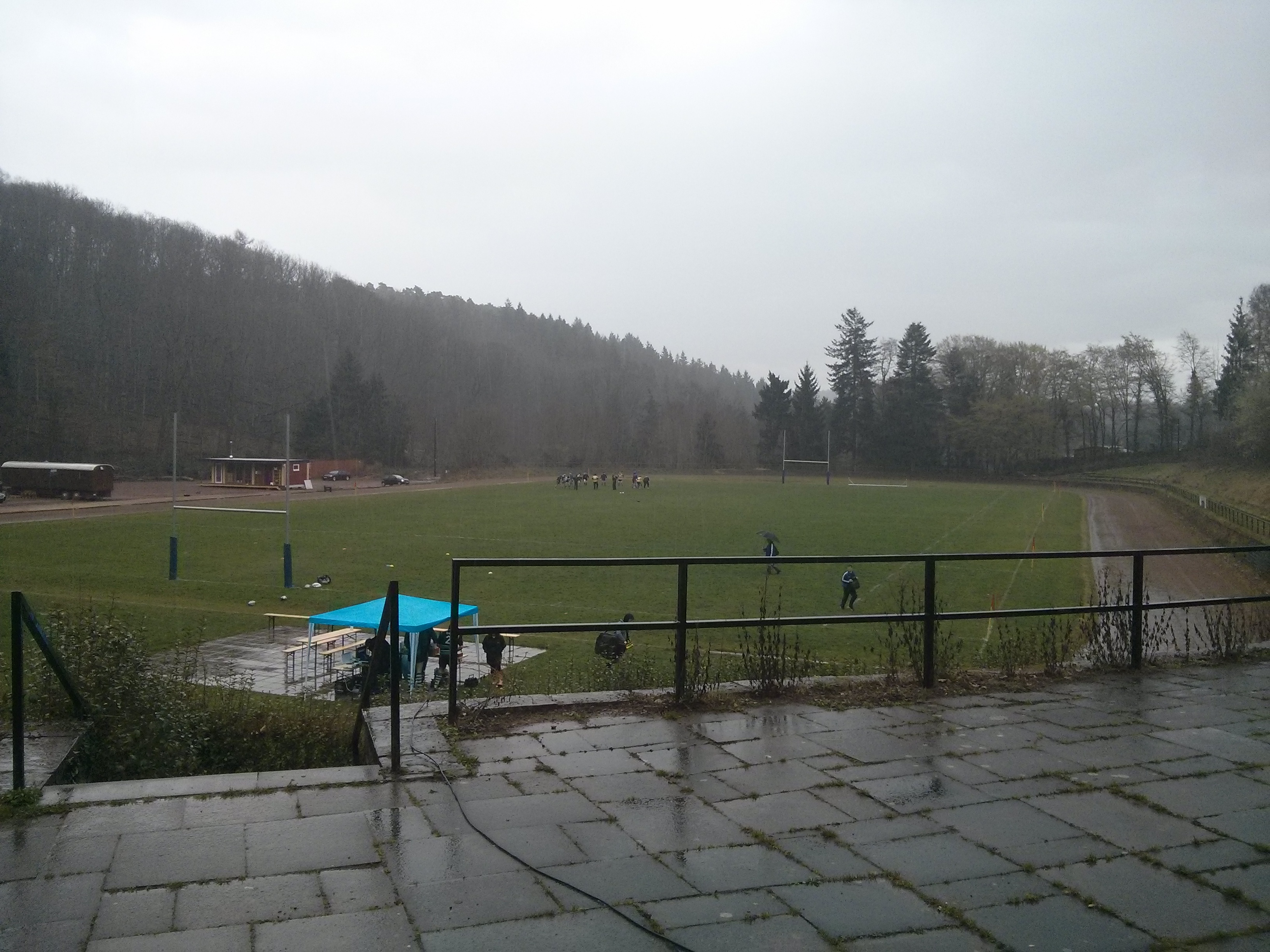
Waldstadion Trier

Der Post-Sportverein Trier e. V. (PSV Trier oder PST Trier, früher auch: Post-Sport-Telekom Trier e. V.) ist ein Postsportverein aus Trier.
Die Damen-Footballmannschaft des Vereins, die Trier Stampers Ladies, spielte bis 2023 in der 2. Football-Bundesliga, zuletzt als Spielgemeinschaft mit den Mainz Golden Eagles Ladies.

## Geschichte, Sportarten, Sportstätten
Der PSV Trier wurde 1929 von Beschäftigten der Post gegründet, steht aber heute jedermann offen.
Mit über 3100 Mitgliedern gehört der Verein zu den größten Vereinen der Region.
Über 30 Sportarten finden sich beim PSV Trier:
Aikido, American Football, Badminton, Behindertensport, Fechten, Fitness, Fußball, Gymnastik/Aerobic, Handball, Hockey, Judo, Karate, Leichtathletik, Reitsport, Schach, Schießsport, Segeln, Skat, Taekwon-Do, Tai Chi, Tauchen, Tischtennis, Triathlon, Volleyball, Walking, Wandern, Wasserski, Zweiter Weg, u. v. a.
Sportstätten sind die Agility-Anlage in der Diedenhofener Straße, das Fitnessstudio in der Ausoniusstraße, die Reitanlage Hofgut Monaise, das Waldstadion Trier, die Schießanlage Waldstadion, die Toni-Chorus-Halle in der Ausoniusstraße, die Wasserskianlage Estricher Hof oder der Yachthafen Monaise.

## Bekannte Athleten
- Henning Frölich (* 1982), Basketballschiedsrichter und ehemaliger -spieler
- Florian Neuschwander (* 1981), Langstrecken- und Ultraläufer